# 스탬퍼드 (링컨셔주)

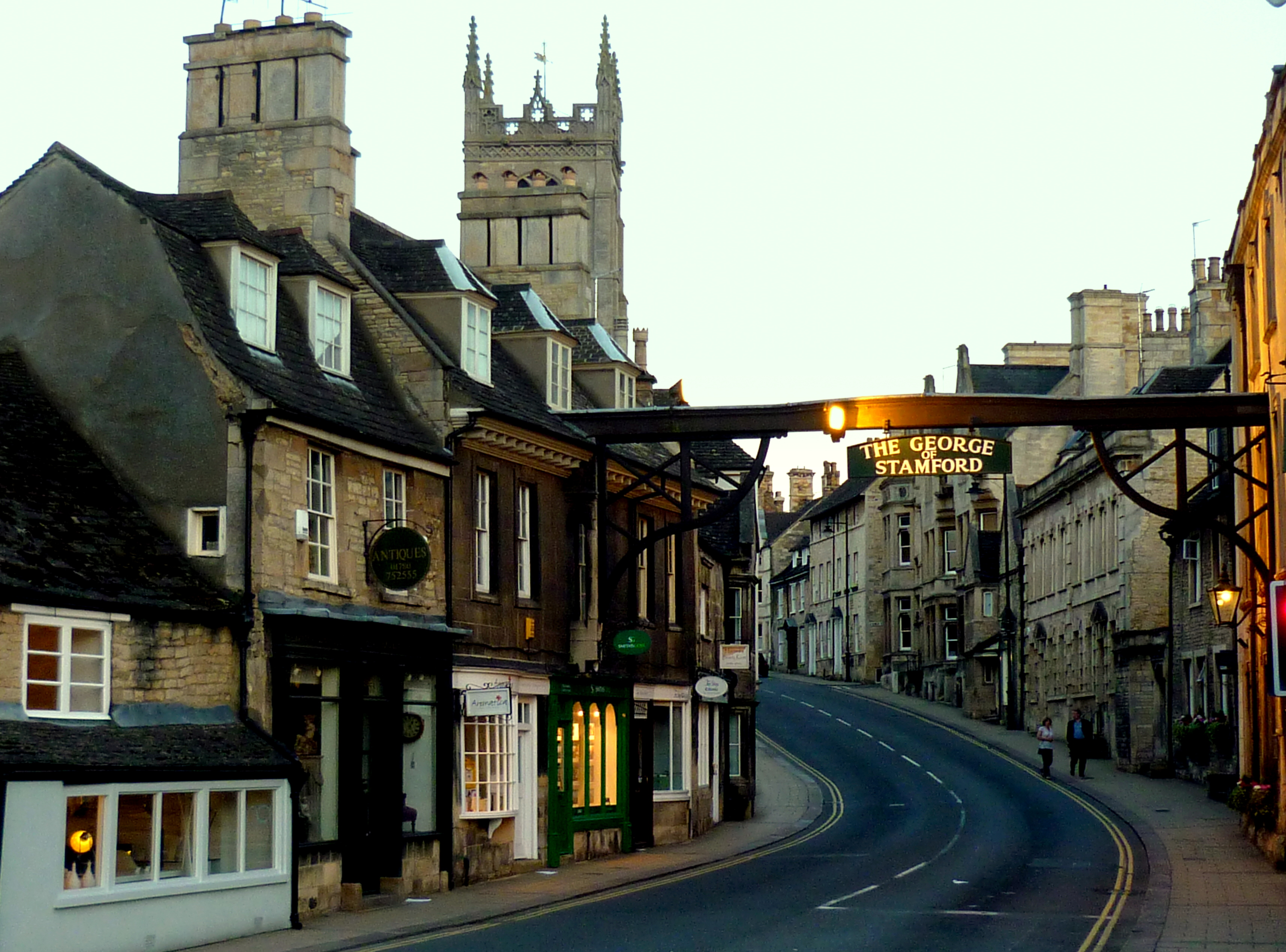
스탬퍼드

스탬퍼드(Stamford)는 잉글랜드 링컨셔주의 도시로, 인구는 19,525명이다

## 같이 보기
- 나이아가라폴스 (온타리오주)